# ¡Mascotas!
¡Mascotas! es una historieta de 2003 del autor de cómics español Francisco Ibáñez, perteneciente a su serie Mortadelo y Filemón.

## Trayectoria editorial
Firmada en 2002 y publicada en 2003 en el número 163 de la Colección Olé. Esta fue la última historieta de los personajes en publicarse directamente en la Colección Olé sin haberse editado previamente en Magos del Humor.

## Sinopsis
Hay una mala racha de desgracias y desventuras en la sede de la T.I.A. El Súper opina que se debe al hecho que la organización no tiene una mascota oficial, ya que según él, las mascotas traen buena suerte. Por ello, Mortadelo y Filemón deberán probar y entrenar varios animales para convertirlos en mascotas de la T.I.A, cosa que les traerá aún más problemas. Una Serpiente, un Gusano o una Cotorra serán sólo algunas de ellas...